# Harmonische rij
De harmonische rij is in de wiskunde de rij
{\displaystyle {\tfrac {1}{1}},\ {\tfrac {1}{2}},\ {\tfrac {1}{3}},\ {\tfrac {1}{4}},\ {\tfrac {1}{5}},\ \ldots },
dus de rij {\displaystyle (t_{n})_{n=1}^{\infty }} met algemene term {\displaystyle t_{n}={\tfrac {1}{n}}}
De benaming harmonische rij wordt ook gebruikt voor een ruimer begrip, zoals hieronder besproken.
De partiële sommen van de harmonische rij zijn
{\displaystyle 1,~~~1{+}{\tfrac {1}{2}}~({=}{\tfrac {3}{2}}),~~~1{+}{\tfrac {1}{2}}{+}{\tfrac {1}{3}}~({=}{\tfrac {11}{6}}),~~~1{+}{\tfrac {1}{2}}{+}{\tfrac {1}{3}}{+}{\tfrac {1}{4}}~({=}{\tfrac {25}{12}}),~~\ldots }
Ze heten harmonische getallen.
De naam van de rij is afkomstig van de verhoudingen van de snaarlengten van de harmonische boventonen tot de grondtoon, die ontstaan door een snaar in delen onder te verdelen. Een andere verklaring verwijst naar het feit dat elke term (vanaf de tweede) het harmonisch gemiddelde is van beide buren.

## Harmonische reeks
De bij de harmonische rij behorende reeks heet de harmonische reeks:
{\displaystyle \sum _{n=1}^{\infty }{\frac {1}{n}}~}.
Deze reeks is divergent, wat inhoudt dat de harmonische rij niet sommeerbaar is, geen (eindige) som heeft, aangezien de partieelsommen van deze rij doorgroeien naar oneindig.
Dat laatste volgt uit de vergelijking van de harmonische rij (H) met een andere rij (K) waarvan de meeste termen kleiner zijn dan (soms gelijk aan, maar nooit groter dan) die op dezelfde plaats in rij H. 
Die vergelijkingsrij bevat (steeds langer wordende) rijtjes gelijke breuken, gelijk aan de eerstvolgende term van H waarvan de noemer (en het rangnummer) een macht van 2 is.
H:{\displaystyle \quad {\tfrac {1}{1}}\ \ {\tfrac {1}{2}}\ \ {\tfrac {1}{3}}\ {\tfrac {1}{4}}\ \ {\tfrac {1}{5}}\ {\tfrac {1}{6}}\ {\tfrac {1}{7}}\ {\tfrac {1}{8}}\ \ \,{\tfrac {1}{9}}\ {\tfrac {1}{10}}\ {\tfrac {1}{11}}\ {\tfrac {1}{12}}\ {\tfrac {1}{13}}\ {\tfrac {1}{14}}\ {\tfrac {1}{15}}\ {\tfrac {1}{16}}\ \ {\tfrac {1}{17}}\ {\tfrac {1}{18}}\ {\tfrac {1}{19}}\ {\tfrac {1}{20}}\ {\tfrac {1}{21}}\ldots {\tfrac {1}{32}}\ \ {\tfrac {1}{33}}\ {\tfrac {1}{34}}\ldots }
K:{\displaystyle \quad {\tfrac {1}{1}}\ \ {\tfrac {1}{2}}\ \ {\tfrac {1}{4}}\ {\tfrac {1}{4}}\ \ {\tfrac {1}{8}}\ {\tfrac {1}{8}}\ {\tfrac {1}{8}}\ {\tfrac {1}{8}}\ \,{\tfrac {1}{16}}\ {\tfrac {1}{16}}\ {\tfrac {1}{16}}\ {\tfrac {1}{16}}\ {\tfrac {1}{16}}\ {\tfrac {1}{16}}\ {\tfrac {1}{16}}\ {\tfrac {1}{16}}\ \ {\tfrac {1}{32}}\ {\tfrac {1}{32}}\ {\tfrac {1}{32}}\ {\tfrac {1}{32}}\ {\tfrac {1}{32}}\ldots {\tfrac {1}{32}}\ \ {\tfrac {1}{64}}\ {\tfrac {1}{64}}\ldots }
Elk groepje gelijknamige breuken in rij K heeft  {\displaystyle {\tfrac {1}{2}}}  als som. Dat maakt dat de rij partiële sommen van K naar oneindig gaat, want die stijgende rij bevat (onder meer) als termen: {\displaystyle 1,\ 1{\tfrac {1}{2}},\ 2,\ 2{\tfrac {1}{2}},\ 3,\ \ldots \ } De grótere partiële sommen van H zullen dus zeker ook naar oneindig gaan, en dus is H niet sommeerbaar.
Merk op dat het sommeren van {\displaystyle n^{-1}} vergelijkbaar is met het integreren van {\displaystyle x^{-1}}. Dit is een definitie van de natuurlijke logaritme, die ook onbegrensd is. De rij K hierboven maakt ook het logarithmische gedrag van deze functie inzichtelijk.

## Meer algemeen
De benaming harmonische rij is in meer algemene zin ook in gebruik voor rijen waarvan de termen de omgekeerden zijn van de termen van een rekenkundige rij. Elke harmonische rij is dus te noteren (met {\displaystyle a\geq 0,\ v>0)} als 
{\displaystyle {\frac {1}{a+v}},\ {\frac {1}{a+2v}},\ {\frac {1}{a+3v}},\ {\frac {1}{a+4v}},\ \ldots \ ,\ {\frac {1}{a+nv}},\ \ldots }
Voor {\displaystyle a=0,\,v=1} is dit DE harmonische rij.
Een harmonische rij is, net als een rekenkundige en een meetkundige, geheel bepaald door de eerste twee termen. Omdat het verschil tussen de omgekeerden van twee opvolgende termen constant is, geldt voor een drietal {\displaystyle t_{n-1},\,t_{n},\,t_{n+1}}:
{\displaystyle {\frac {1}{t_{n+1}}}-{\frac {1}{t_{n}}}={\frac {1}{t_{n}}}-{\frac {1}{t_{n-1}}}},
waaruit blijkt dat voor {\displaystyle n>1} iedere term is vastgelegd door de twee voorgaande termen: 
{\displaystyle t_{n+1}={\frac {1}{{\frac {2}{t_{n}}}-{\frac {1}{t_{n-1}}}}}}
Door het herhaald toepassen van deze recursie-formule is te zien dat elke term bepaald is door {\displaystyle t_{1}} en {\displaystyle t_{2}}.
Tevens is te zien dat elke term (vanaf de tweede) het harmonisch gemiddelde is van beide buren:
{\displaystyle {\frac {1}{t_{n}}}={\tfrac {1}{2}}\left({\frac {1}{t_{n+1}}}+{\frac {1}{t_{n-1}}}\right)}
Elke harmonische rij is monotoon dalend en convergeert naar 0 (heeft 0 als limiet), maar geen enkele harmonische rij is sommeerbaar (geen enkele heeft een convergerende rij van partiële sommen).
Hoewel de rij met als termen {\displaystyle 1,-{\tfrac {1}{2}},\ {\tfrac {1}{3}},-{\tfrac {1}{4}},\ {\tfrac {1}{5}},\ \ldots } wel wordt aangeduid als de alternerende harmonische rij, voldoet die rij niet aan bovenstaande definitie van 'harmonische rij'.